# 카티야 페벡
카티야 페벡(Katija Pevec, 1988년 3월 1일 ~ )은 미국의 텔레비전 배우, 영화배우이다.
호놀룰루에서 태어났다.

## 영화
- 더 덴 (2013년) - 제니 역
- 라이프 이즈 핫 인 크랙타운 (2009년)
- 이글 아이 (2008년)
- 유어스, 마인 앤 아워스 (2005년) - 크리스티나 비어즐리 역
- 슬립오버 (2004년) - 몰리 역
- 에어 버드 5 (2003년)